# Pallavolo Reggio d'Émilie
Maillots
Le Pallavolo Reggio d'Émilie est un ancien club italien de volley-ball basé à Reggio d'Émilie, qui a fonctionné de 1952 à 2012.

## Palmarès
- Championnat d'Italie
  - Vainqueur : 1965, 1966, 1967, 1968
  - Finaliste : 1969, 1972, 1973, 1974, 1979, 1980, 1981, 1982, 1983, 1985, 1990, 1998.
- Coppa Italia
  - Vainqueur : 1982, 1983, 1986, 1989
  - Finaliste : 1998.
- Coupe des Coupes
  - Finaliste : 1984, 1987,  1990, 1999.
- Coupe de la CEV
  - Vainqueur : 1986, 1989, 1998
  - Finaliste : 1991.

## Joueuses majeures
- Chaïne Staelens  Pays-Bas
- Riëtte Fledderus  Pays-Bas
- Ingrid Siscovich  Croatie
- Suzanne Lahme  Allemagne
- Frauke Dirickx  Belgique
- Tayyiba Haneef  États-Unis
- Tara Cross-Battle  États-Unis
- Henriette Weersing  Pays-Bas
- Simona Gioli  Italie
- Brigitte Soucy  Canada
- Francesca Piccinini  Italie